# Golden Age (Badings)
Golden Age (Gouden Eeuw) is een suite voor harmonieorkest of fanfare van Henk Badings.  De voormalige Stichting Overkoepeling Nederlandse Muziekorganisaties (SONMO) gaf opdracht voor dit werk. 